# Landschaftsschutzgebiet Elpetal unterhalb von Elpe
Das Landschaftsschutzgebiet Elpetal unterhalb von Elpe mit 16,6 ha liegt teils innerhalb von Elpe bzw. nördlich des Dorfes im Stadtgebiet von Olsberg im Hochsauerlandkreis. Das Gebiet wurde 2004 mit dem Landschaftsplan Olsberg durch den Hochsauerlandkreis als Landschaftsschutzgebiet (LSG) ausgewiesen. Im LSG befindet sich der Fluss Elpe und die Flussaue. Nördlich schließt das Naturschutzgebiet Elpe- und Bremecketal an. Das LSG Landschaftsschutzgebiet Elpetal unterhalb von Elpe wurde als Landschaftsplangebiet vom Typ C, Wiesentäler und bedeutsames Extensivgrünland im Stadtgebiet von Winterberg, ausgewiesen. Wie in den anderen Landschaftsschutzgebieten vom Typ C im Landschaftsplangebiet Olsberg besteht in diesem LSG ein Umwandlungsverbot von Grünland und Grünlandbrachen in Acker oder andere Nutzungsformen. Eine Erstaufforstung und eine Anlage von Weihnachtsbaumkulturen ist verboten. Eine maximal zweijährige Ackernutzung innerhalb von zwölf Jahren ist erlaubt, falls damit die Erneuerung der Grasnarbe vorbereitet wird. Dies gilt als erweiterter Pflegeumbruch. Beim erweiterten Pflegeumbruch muss ein Mindestabstand von fünf Metern vom Mittelwasserbett eingehalten werden.

## Schutzzweck
Die Ausweisung erfolgte zur Ergänzung der Naturschutzgebiets-Ausweisung in den Talauen von Olsberg um ein Offenlandbiotop-Verbundsystem zu schaffen, damit Tiere und Pflanzen Wanderungs- und Ausbreitungsmöglichkeiten behalten, und dem Erhalt der Vorkommen geschützter Vogelarten sowie dem Schutz artenreicher Pflanzengesellschaften.
Laut Landschaftsplan stellen die unverbauten Bäche wie die Elpe herausragende Refugial- und Vernetzungsbiotope dar. Der Grünlanderhalt im LSG dient auch dem Grundwasser und Fließgewässerschutz, ferner dem Biotop- und Artenschutz.